# ニャラム県
ニャラム県（ニャラムけん）は中華人民共和国チベット自治区シガツェ市に位置する県。

## 行政区画
2鎮、5郷を管轄：
- 鎮：ニャラム鎮（聶拉木鎮）、ダム鎮（樟木鎮）
- 郷：亜来郷、鎖作郷、乃竜郷、門布郷、波絨郷

## 交通

### 道路
- 国道
  - G318国道

ニャラム県
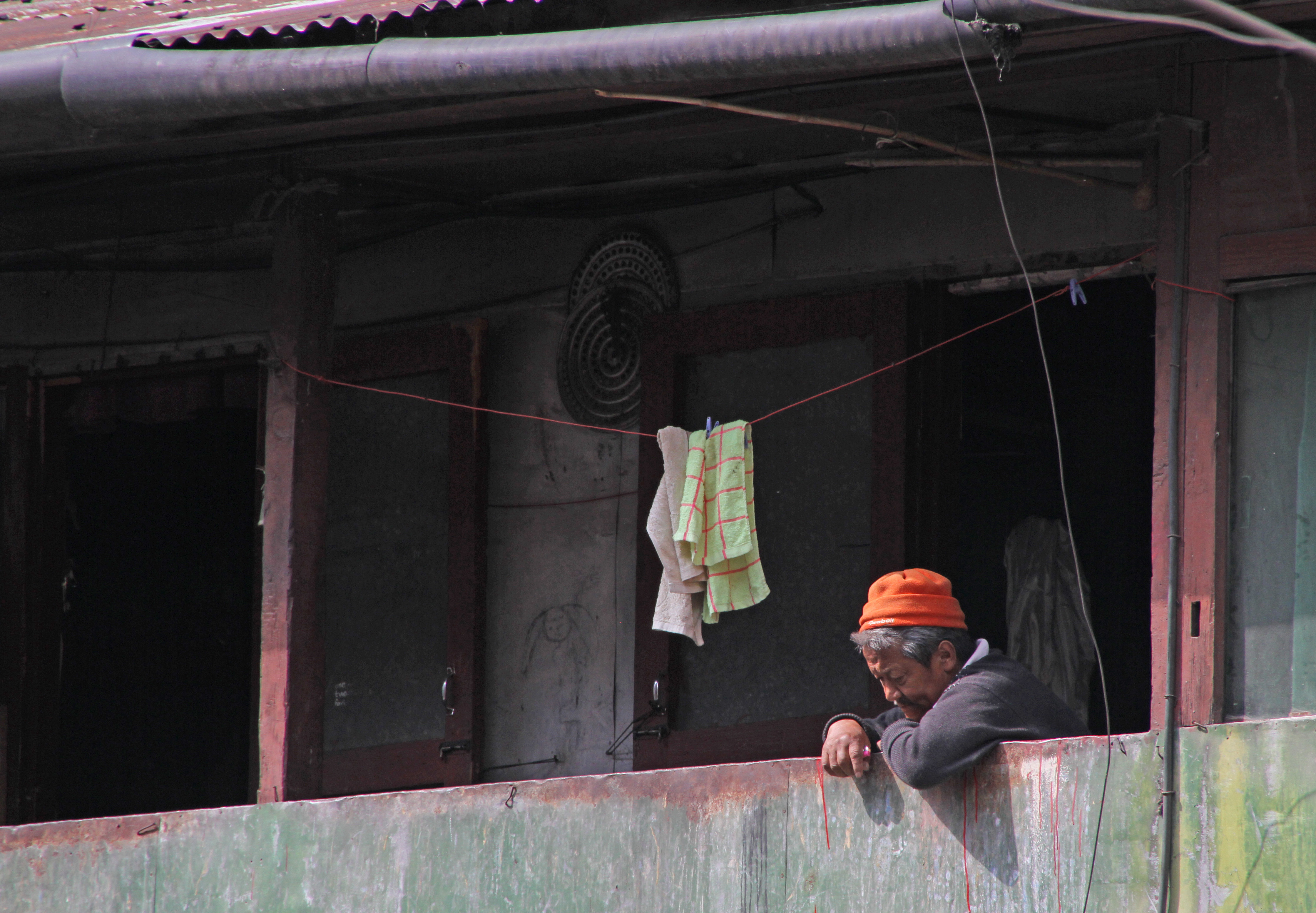
Zhangmu
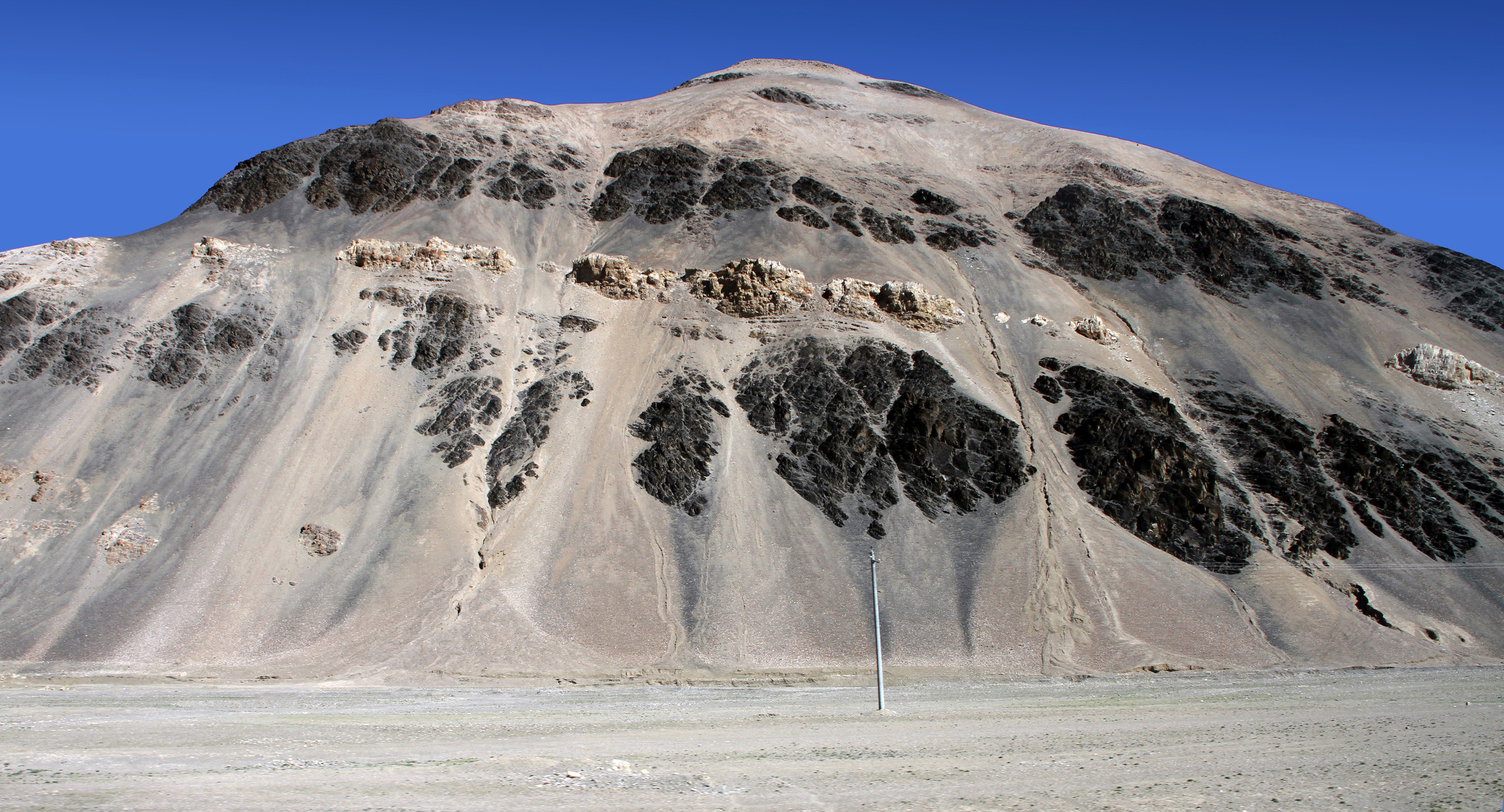
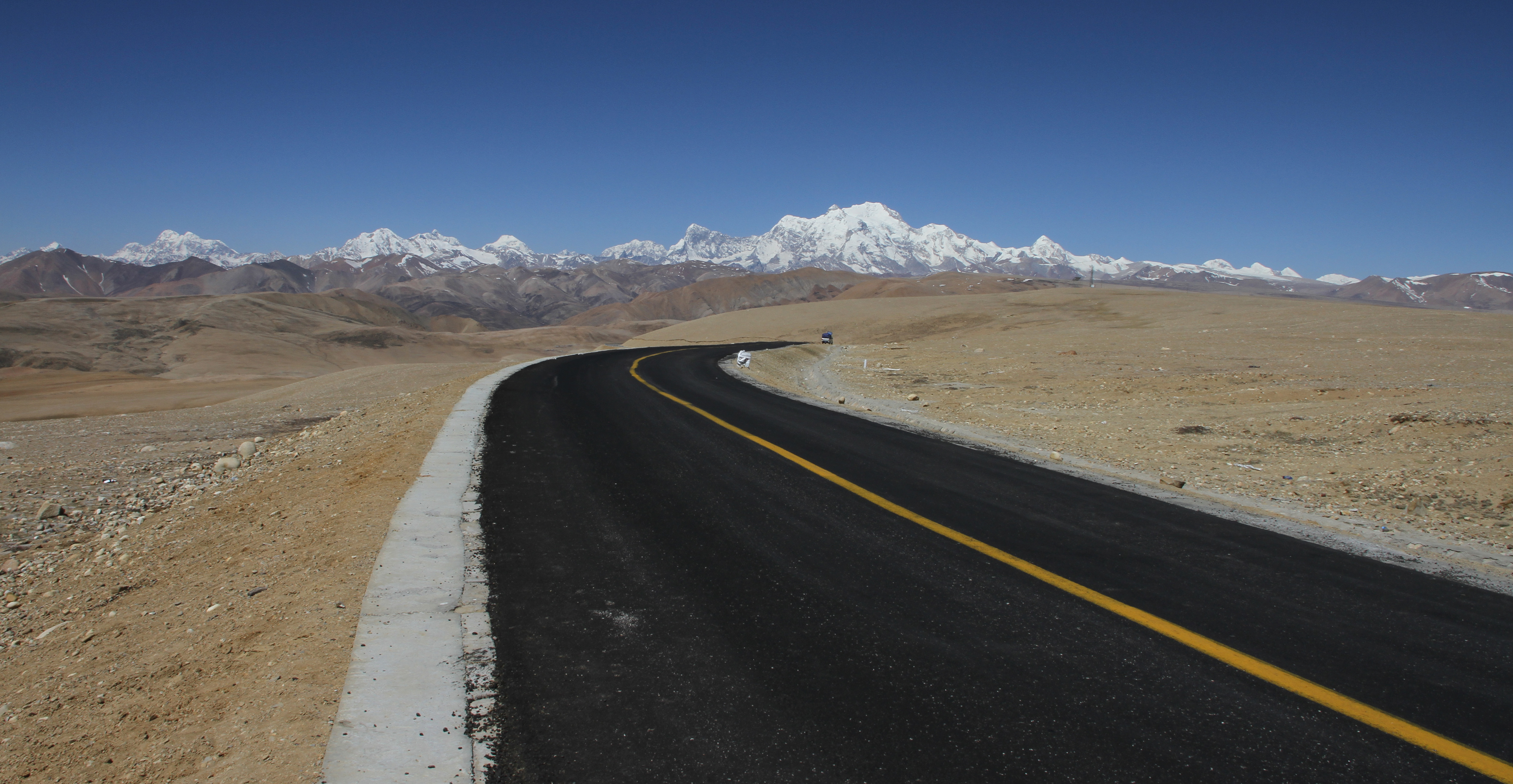
G318
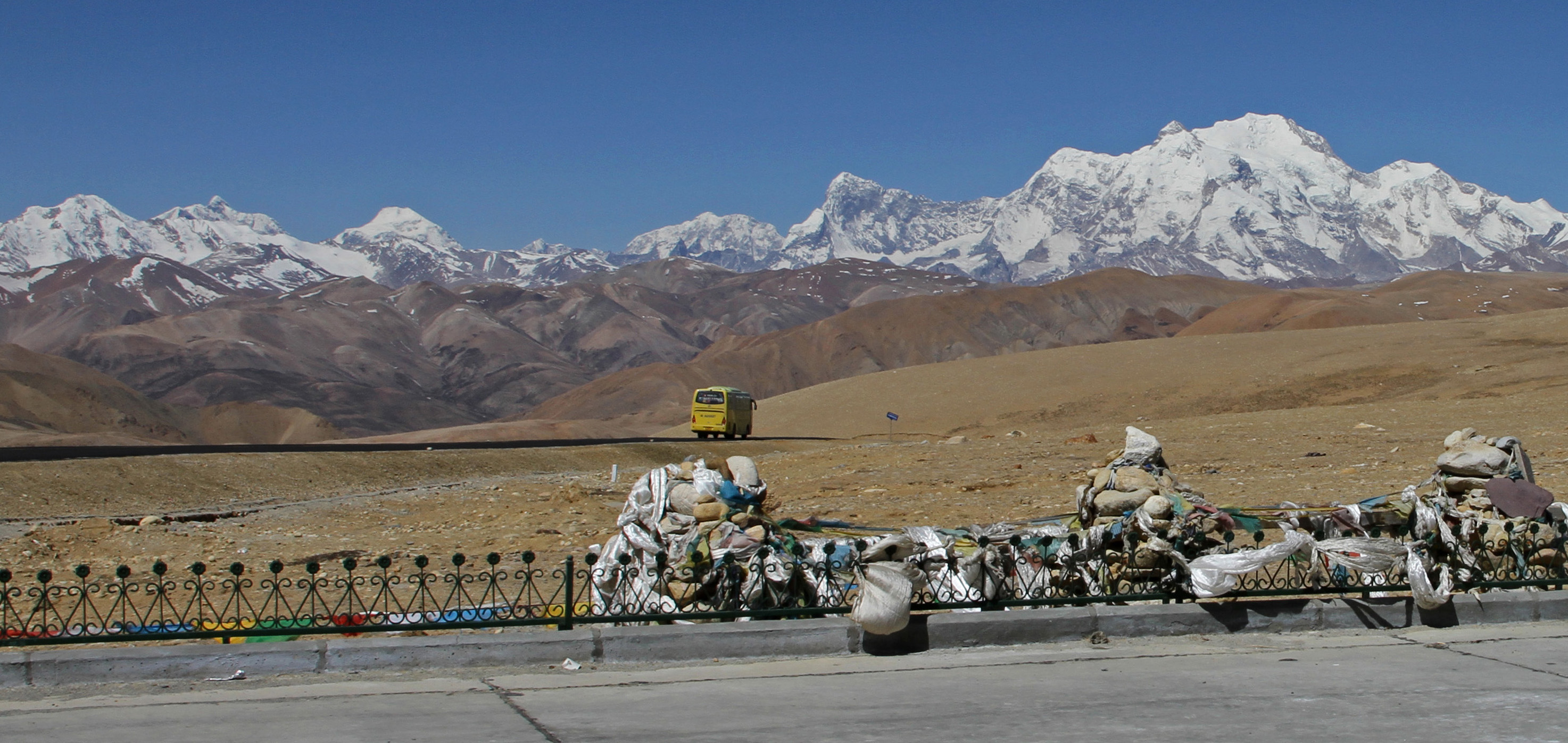
Lalung La
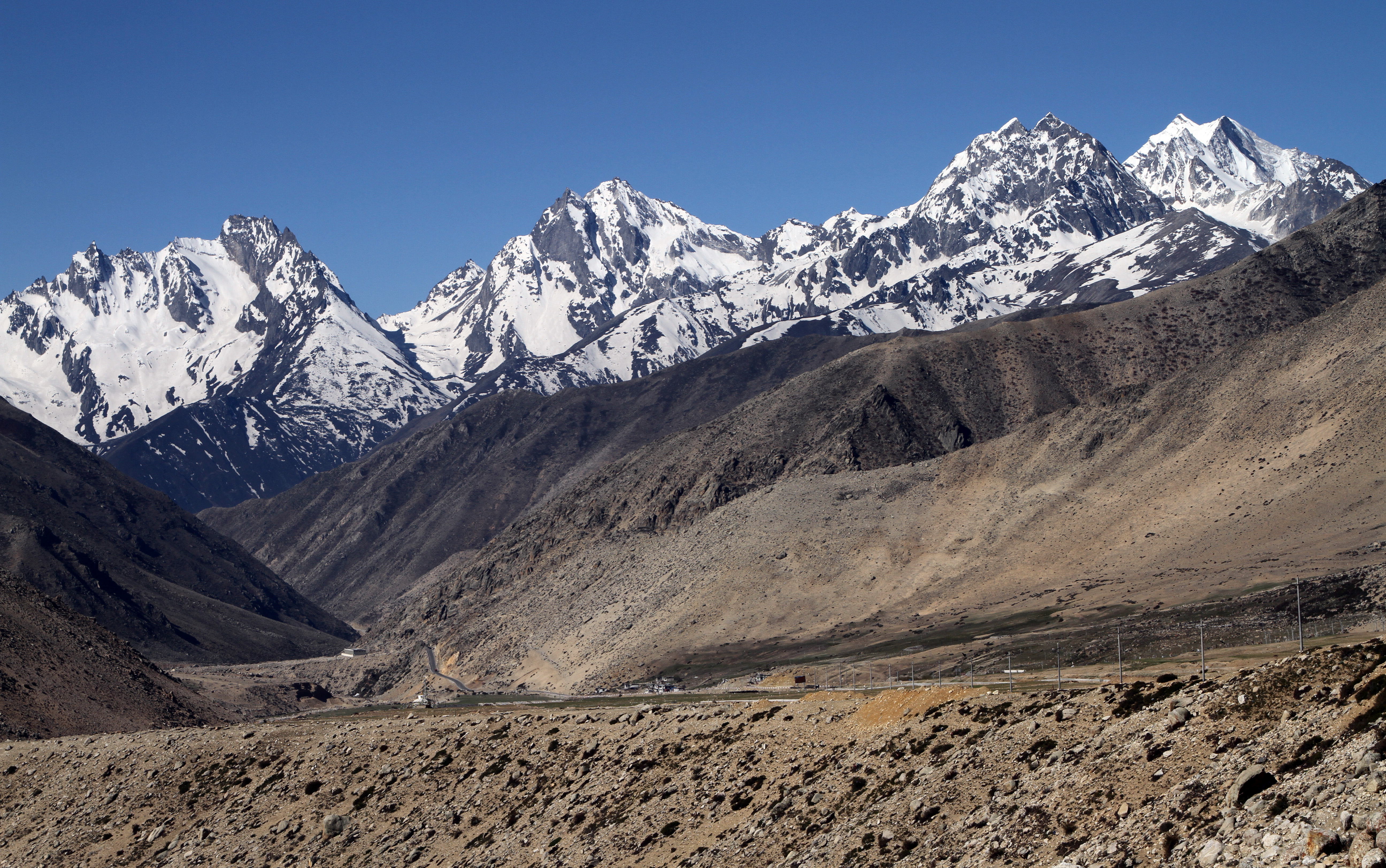
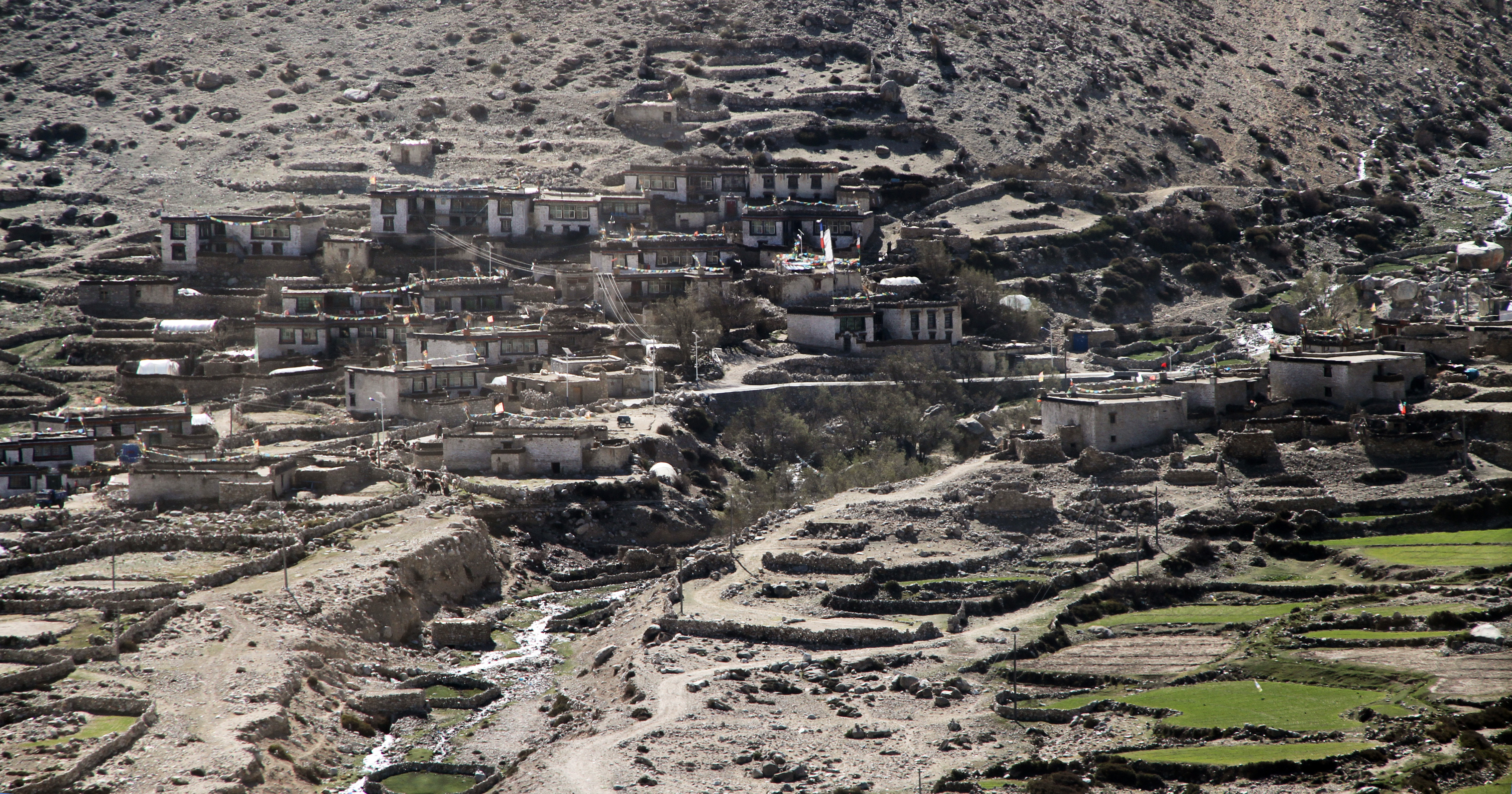